# Тетивно-тангентни четвороугао
Тетивно-тангентни четвороугао је четвороугао који је истовремено тетивни и тангентни.
Дефиниција оваквог четвороугла је
Четвороугао је тетивно-тангентан ако постоје кружница која садржи сва његова темена и кружница која додирује све његове странице.
Иако изгледа да је веома тешко конструисати уопштени случај оваквог четвороугла, важи следеће правило
Нека је MNPQ тетивни четвороугао чије су дијагонале узајамно нормалне и секу се у тачки S. Ако су A, B, C и D нормалне пројекције тачке S на праве QM, MN, NP, PQ, редом, тада је четвороугао ABCD тетивно-тангентан.
Сваки квадрат је тетивно-тангентни четвороугао.
Важи и да, уколико за дати пар кругова k1 и 2 постоји један тетивно-тангентни четовороугао ABCD који је уписан у круг 1 и описан око круга 2, тада за сваку тачку ' на кругу k1 постоји тетивно-тангентни четвороугао  уписан у круг 1 и описан око круга 2 (Штајнеров поризам).

## Особине
Код оваквог четвороугла су занимљиве две особине које га разликују од других четвороуглова.
Нека је уписан круг са полупречником r и центром у тачки S, а описан круг полупречника R са сентром у тачки T и нека је О центар круга описаног око MNPQ. Тада
тачка {\displaystyle T\,} полови дуж {\displaystyle {\overline {OS}}}.
Уколико означимо дужине страница тетивно-тангентног четвороугла са {\displaystyle a\,}, {\displaystyle b\,}, {\displaystyle c\,} и {\displaystyle d\,} тада се површина рачуна формулом
{\displaystyle P={\sqrt {abcd}}}